# Czerteńscy

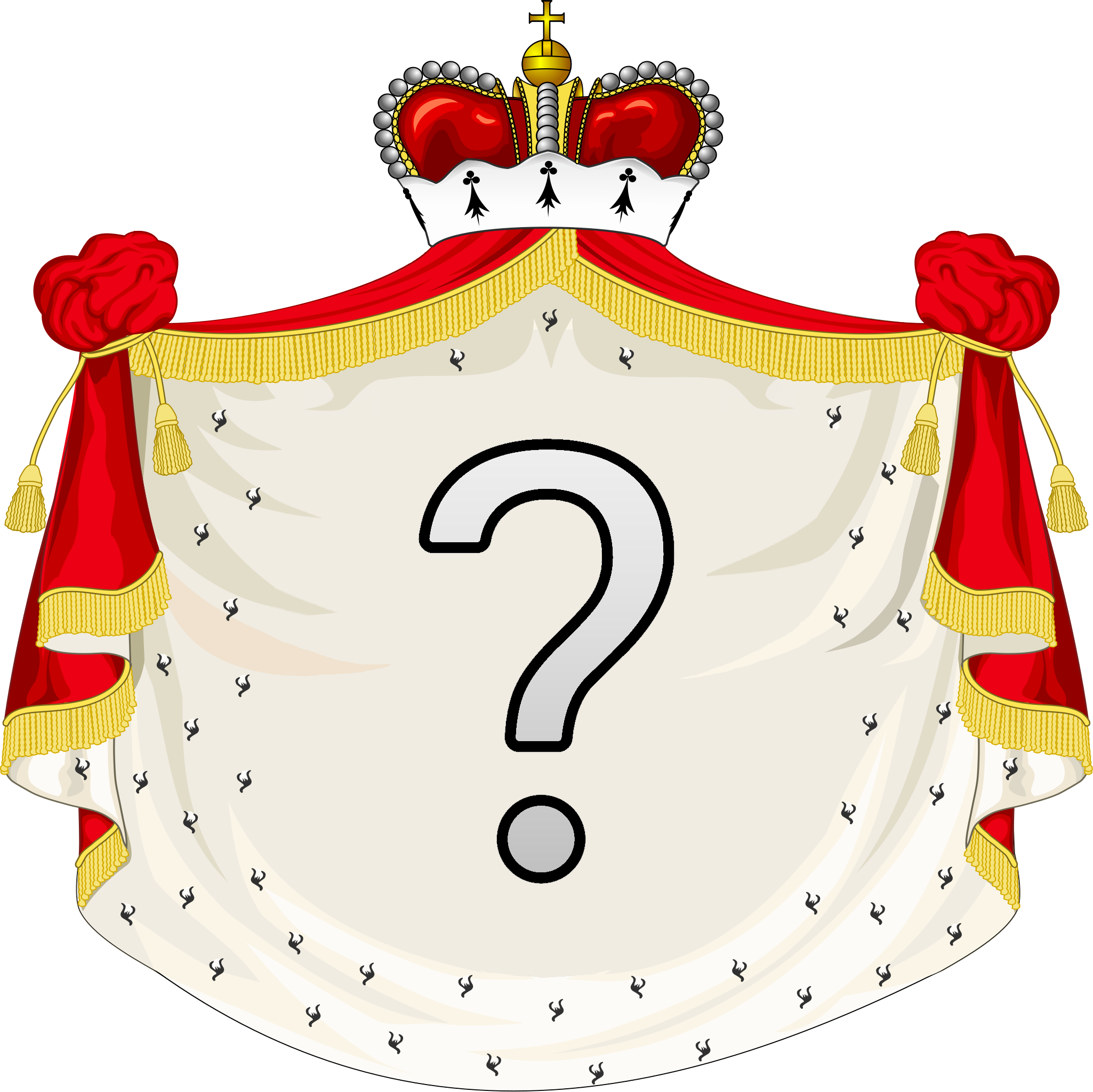
Herb Czerteńskich nie jest znany

Czerteńscy – polski ród książęcy, pochodzenia ruskiego.

## Etymologia nazwiska
Nazwisko Czerteńskich ma charakter odmiejscowy, a konkretniej wywodzi się od miejscowości Czerten lub Czertensk, zlokalizowanych na Smoleńszczyźnie.

## Historia
W sporządzonym pod koniec XV-go wieku, za panowania wielkiego księcia Aleksandra, spisie kniaziów (książąt) i bojarów smoleńskich, wymienieni są kniaziowie Czertenscy Andrzej z dwoma synami i Iwan. 
Kniaź Andrzej i kniaź Semen Iwanowicz Czertenski podpisali się pod dokumentem związanym z funduszem przeznaczonym na cerkiew Balską w 1516 roku. 
Według źródeł ruskich kniaziowie Czertenscy wynieśli się do Moskwy, gdzie spotkać ich można w latach 1661–1691 na dworze carskim.